# Pierre-Yves Polomat
Pierre-Yves Polomat (* 27. Dezember 1993 in Fort-de-France, Martinique) ist ein französischer Fußballspieler.

## Vereinskarriere
Der vornehmlich als Linksverteidiger eingesetzte Polomat war sechs Jahre alt, als er im September 2000 in seiner Heimat auf der zu Frankreich gehörenden Karibikinsel Martinique mit dem Fußballspielen begann. Er kickte für lokale Vereine, bis er 2008 als 14-Jähriger in das Ausbildungszentrum des Erstligisten Olympique Marseille im französischen Mutterland aufgenommen wurde. Auch wenn er gute Leistungen zeigen konnte, wurde er im Sommer 2010 aus außersportlichen Gründen ausgeschlossen und musste den Verein verlassen. Der Ligarivale AS Saint-Étienne bot ihm daraufhin ein Probetraining an und verpflichtete den Jugendlichen wenig später für sein eigenes Ausbildungszentrum. In der nachfolgenden Zeit fand der Spieler, der bis dahin noch gelegentlich im Mittelfeld eingesetzt wurde, endgültig die linke Abwehrseite als seine angestammte Position. 
Im März 2011 schaffte der damals 17-Jährige den Sprung in die zweite Mannschaft und absolvierte am 19. März gegen Sporting Toulon erstmals eine Begegnung in der vierten Liga. Gleichzeitig stand er weiterhin für die Jugendmannschaft auf dem Platz und erreichte mit dieser 2011 das Finale der Coupe Gambardella. Im Verlauf der Saison 2011/12 erkämpfte er sich nicht nur einen festen Platz im Kreis der zweiten Mannschaft, sondern durfte auch einige Male mit den Profis trainieren. Seine ersten Einsätze in deren Mannschaft hatte er im Oktober 2011, als er an zwei Freundschaftsspielen teilnahm. Mit den A-Junioren scheiterte er am Saisonende zum zweiten Mal in Serie im Finale der Coupe Gambardella. Zum 1. Juli 2013 rückte er offiziell in den Erstligakader auf, wartete aber ein halbes Jahr lang vergeblich auf sein Erstligadebüt. Im Januar 2014 wurde er an den Zweitligisten LB Châteauroux verliehen. Für diesen gelang ihm sein Profidebüt, als er am 7. Februar 2014 beim 4:1-Sieg in der Zweitligapartie gegen den CA Bastia von Beginn an auf dem Platz stand. Der Durchbruch gelang ihm anschließend jedoch nicht und er wurde nur sporadisch aufgeboten.
Nachdem er im Sommer 2014 nach Saint-Étienne zurückgekehrt war, wurde er wenige Wochen später erneut verliehen. Beim ebenfalls zweitklassig antretenden Stade Laval erhielt er mehr Spielpraxis als zuvor in Châteauroux, ohne allerdings einen Stammplatz einnehmen zu können.
Im Sommer 2019 wechselte er zum türkischen Erstligisten Gençlerbirliği Ankara und unterschrieb dort einen Vertrag mit einer Laufzeit von zwei Jahren. In der ersten Saison bestritt er 19 von 34 möglichen Ligaspielen für den Verein. In der nächsten Saison waren es 33 von 40 möglichen Spielen. Nach Ablauf seines Vertrages war er ab Juli 2021 zunächst ohne Verein.
Zur Saison 2022/23 fand er mit dem FC Versailles, der in der National (D3), der dritthöchsten französischen Liga spielt, einen neuen Verein. Dort bestritt er 18 von 34 möglichen Ligaspielen. Seit Juli 2023 ist er wieder ohne Verein.

## Nationalmannschaft
Zu seiner Zeit als Jugendspieler bei Marseille wurde er für die französische U-16 vornominiert, aber letztlich nie aufgeboten. Sein Debüt im Nationaltrikot gelang ihm für die U-20 seines Landes, für die er am 6. Juli 2013 bei einem 4:0 gegen Usbekistan im Rahmen der U-20-Weltmeisterschaft 2013 auflief. Seinen zweiten Turniereinsatz bestritt er am 13. Juli im Endspiel gegen Uruguay und konnte dank eines 4:1 im Elfmeterschießen am Ende einer torlosen Partie mit seiner Mannschaft den Titelgewinn verbuchen. Zu weiteren Einsätzen für Jugendnationalmannschaften kam er anschließend allerdings nicht mehr.